# Muricea pusilla
Muricea pusilla is een zachte koraalsoort uit de familie Plexauridae. De koraalsoort komt uit het geslacht Muricea. Muricea pusilla werd in 1909 voor het eerst wetenschappelijk beschreven door Nutting. 